# Kővárhosszúfalu község
Kővárhosszúfalu község (románul: Comuna Satulung) község Máramaros megyében, Romániában. Központja Kővárhosszúfalu, beosztott falvai Erdőaranyos, Fehérszék, Kisfentős, Magosfalu, Pribékfalva, Pusztahidegkút.

## Népessége
A 2011-es népszámlálás adatai alapján a község népessége 5837 fő volt.